# DNAL1
DNAL1‏ (Dynein axonemal light chain 1) هوَ بروتين يُشَفر بواسطة جين DNAL1 في الإنسان.